# Josip Stanišić
Josip Stanišić (født 2. april 2000) er en tysk-kroatisk professionel fodboldspiller, som spiller for Bundesliga-klubben Bayern München og Kroatiens landshold.

## Klubkarriere

### Bayern München
Stanišić gjorde sin professionelle debut den 26. juli 2019 med Bayern Münchens reservehold. Stanišić var fast mand på reserveholdet frem til april 2021, hvor han gjorde debut for førsteholdet.

#### Leje til Bayer Leverkusen
Stanišić skiftede i august 2023 til Bayer Leverkusen på en lejeaftale. Han var i sæsonen med til at vinde Bundesligaen for første gang i klubbens historie.

## Landsholdskarriere

### Ungdomslandshold
Stanišić spillede i 2018 to kampe for Tyskands U/19-landshold, men skiftede i marts 2022 til at spille på Kroatiens U/21-landshold.

### Seniorlandshold
Stanišić besluttede i august 2021, at han ville spille for Kroatien på seniorniveau. Han debuterede for Kroatiens landshold den 8. oktober 2021.

## Privat
Stanišić er født i Tyskland til kroatiske forældre.

## Titler
Bayern München II
- 3. Liga: 1 (2019-20)

Bayern München
- Bundesliga: 3 (2020-21, 2021-22, 2022-23)
- DFL-Supercup: 2 (2021, 2022)

Bayer Leverkusen
- Bundesliga: 1 (2023-24)
- DFB-Pokal: 1 (2023-24)